# Det gale Pensionat
Det gale Pensionat eller Damerne fra Maxim er en dansk stum komediefilm fra 1911 produceret af Nordisk Films Kompagni efter manuskript af Alfred Kjerulf. Filmens instruktør er ukendt.
Filmen havde dansk premiere den 28. november 1911 i Biograf-Theatret. Den blev i tysktalende lande distribueret som Die Frauen von Maxim.

## Handling
Tre ballademagere, en klodset tjenestepige og byens skrappeste madamme - alt er som det plejer på pensionatet “Fred og Ro”. Indtil madammen bliver træt af tjenestepigen og giver sine tre pensionærer fuldmagt til at finde en erstatning, mens hun besøger en ven. Efter en bytur har hver af de gentile herrer en sød pige under armen. Da madammen kommer hjem tidligere end forventet, finder alle tre herrer på den samme geniale søforklaring; at deres pige er den nye tjenestepige.

## Medvirkende
- Carl Alstrup - Departementschef Grøn
- Jutta Lund - Fru Grøn
- Elith Pio - Erik, Grøns søn
- Frederik Buch - Etatsråd Grøn, departementschefens far
- Oscar Stribolt - Tjener
- Dagmar Krarup
- Erik Crone - Tjener
- Rigmor Jerichau